# Liste der Bodendenkmäler in Wald (Schwaben)
Auf dieser Seite sind die Bodendenkmäler in der schwäbischen Gemeinde Wald zusammengestellt. Diese Tabelle ist eine Teilliste der Liste der Bodendenkmäler in Bayern. Grundlage ist die Bayerische Denkmalliste, die auf Basis des Bayerischen Denkmalschutzgesetzes vom 1. Oktober 1973 erstmals erstellt wurde und seither durch das Bayerische Landesamt für Denkmalpflege geführt wird. Die folgenden Angaben ersetzen nicht die rechtsverbindliche Auskunft der Denkmalschutzbehörde.

## Bodendenkmäler der Gemeinde Wald

### Bodendenkmäler in der Gemarkung Wald
| Lage            | Objekt | Akten-Nr.     | Bild |
| --------------- | --- | ------------- | ---- |
| Wald (Standort) | Mittelalterlicher Burgstall.                                                                                | D-7-8229-0040 |      |
| Wald (Standort) | Mittelalterlicher Burgstall.                                                                                | D-7-8229-0041 |      |
| Wald (Standort) | Mittelalterliche und frühneuzeitliche Befunde im Bereich der Katholischen Pfarrkirche St. Nikolaus in Wald. | D-7-8229-0121 |      |
| Wald (Standort) | Frühneuzeitliche Befunde im Bereich der Katholischen Ortskapelle in Bergers und ihres Vorgängerbaus.        | D-7-8229-0123 |      |
| Wald (Standort) | Frühneuzeitliche Befunde im Bereich der Katholischen Nothelferkapelle in Kippach.                           | D-7-8329-0110 |      |
| Wald (Standort) | Frühneuzeitliche Befunde im Bereich der Katholischen Kapelle Mariä Vermählung in Klosterhof.                | D-7-8329-0112 |      |